# (70995) Mikemorton
(70995) Mikemorton (1999 XV35) – planetoida z pasa głównego asteroid okrążająca Słońce w ciągu 4,51 lat w średniej odległości 2,73 j.a. Odkryta 6 grudnia 1999 roku.